# Schuetz Log Cabin
Schuetz Log Cabin is een historische blokhut bij Dalton in de Amerikaanse staat Nebraska. De kleine, rechthoekige blokhut met één bouwlaag is gebouwd tussen 1900 en 1920. De blokhut werd gebouwd op de grond van Louie Schuetz, die in 1890 onder de Homestead Act 64 ha land claimde, nadat hij het gebied tijdens het jagen had aangetroffen. Later kwam hij in het bezit van in totaal 356 ha grond en trouwde hij met Margaret Jane Hughes. Samen bouwden en leefden ze eerst op die grond in een plaggenhuis, daarna in een stenen huis, daarna in deze blokhut en ten slotte in een houten huis.
De Schuetz Log Cabin werd in 2011 opgenomen in het National Register of Historic Places omdat ze een uitstekend voorbeeld is van de bouwstijl typisch voor blokhutten uit de vroege 20e eeuw in Morrill County (Nebraska). Het bouwwerk wordt in zijn oorspronkelijke staat hersteld.